# رویت (زاکسونی)
رویت (به آلمانی: Reuth) یک شهر در آلمان است که در فوگتلاندکرایس واقع شده‌است. رویت ۹۸۵ نفر جمعیت دارد.